# عوني الخطيب
عوني أحمد عبد الرحمن الخطيب (أبو خلدون؛ 24 فبراير 1950 - 26 أكتوبر 2020) هو أكاديميٌ فلسطيني، شغل عدة مناصب، منها رئيس جامعة الخليل عام 2009، ورئيس جامعة فلسطين الأهلية في بيت لحم منذ عام 2015 حتى وفاته.

## حياته
وُلد عوني الخطيب في عام 1950 في بلدة كفر ثلث شرق قلقيلية، والده هو أحمد عبد الرحمن الخطيب ووالدته هي مريم مصطفى عثمان الياسين. كان قد انتقل فيما بعد للإقامة في مدينة الخليل. حصل على شهادة البكالوريوس في الطب التحضيري (الكيمياء والأحياء) عام 1978 من جامعة يوتا، وحاصلٌ على شهادة الماجستير من نفس الجامعة عام 1980، وعمل معيدًا فيها في الفترة ما بين 1978 حتى 1981. ثم حصل على درجة الدكتوراة في الكيمياء اللاعضوية عام 1985 من جامعة فلوريدا، وعمل معيدًا فيها في الفترة ما بين 1981 حتى 1985. وكان باحثًا زائرًا في جامعة أوكلاهوما في الفترة ما بين 1988 حتى 1989، ثم أصبح أستاذًا مشاركًا عام 1995. كان أيضًا باحثًا زائرًا في جامعة كاليفورنيا في الفترة ما بين 2007 حتى 2008، وحصل على درجة أستاذ دكتور عام 2010.
كان عوني قد عمل في جامعة الخليل منذ عام 1986، وشغل منصب عميد كلية العلوم فيها في الفترة ما بين 1987 حتى 1995، ثم نائبًا لرئيس الجامعة لمدة 4 سنواتٍ، وبعدها رئيسًا لجامعة الخليل في الفترة ما بين 2009 حتى 2012. وفي عام 2015 أصبح رئيسًا لجامعة فلسطين الأهلية في بيت لحم، حيث استمر في منصبه حتى وفاته. كان عضوًا في في مجلس التعليم العالي الفلسطيني، وفي الهيئة الوطنية للاعتماد والجودة للتعليم العالي. كما حصل على جوائزٍ في القيادة والبحث العلمي، وقد نشر أكثر من ثلاثين بحثًا في مجلاتٍ علميةٍ مُحكمة.

## وفاته
تُوفي في 26 أكتوبر (تشرين الأول) 2020 ميلاديًا المُوافق 9 ربيع الأول 1442 هجريًا عن عمرٍ ناهز 70 عامًا، وذلك بعد صراعٍ مع مرض السرطان لمدة عامين. شيّع جثمانه من مسجد عثمان بن عفان بالقرب من الكرنتينا في مدينة الخليل ودُفن في مقبرة الكرنتينا. كانت قد نعتهُ عددٌ من وكالات الإعلام والشخصيات والجامعات والمدارس الفلسطينية.